# Anne de Tourville
Cet article concerne l'écrivain. Pour l'amiral de Louis XIV, voir Anne Hilarion de Costentin de Tourville.
Anne de Tourville, née le 26 aout 1910 à Bais (France) et morte le 24 septembre 2004 à Vitré, est une femme de lettres française.

## Biographie
Fille de Jean de Tourville et de Marie Lesage de la Haye, elle est née le 26 août 1910 à Bais (Ille-et-Vilaine). Elle passe son enfance au manoir de Carivan, en Morieux, près de Lamballe, puis à la villa « Les Lauriers » à Saint-Servan, où elle vit seule avec sa mère. 
Elle commence à s'exprimer par la peinture et expose des miniatures des remparts de Saint-Malo au Salon des artistes français. Victime de troubles oculaires dans les années 1930, elle se lance dans l'écriture. Au début des années 1960, elle s'établit à Dinard, allée de Cézembre, d'où elle ne repartira qu'à la fin des années 1990 pour retrouver son village natal. Elle y vivra paisiblement jusqu'à sa mort le 24 septembre 2004 à Vitré  chez les enfants d'amis qui l'aidèrent, elle et sa famille pendant la Seconde Guerre mondiale.

## Œuvre

### Personnages de la terre
- Les gens de par ici  (1944)

« C'est un recueil de contes régionaux dont la façon est originale. Plaisant même, mais légèrement optimiste. Le premier conte « Le Gars qui s'a donné au Destin » dépeint une chance insolente : il s'agit d'un simple, d'un heureux, qui abandonne son bonheur et n'en est pas puni [...] C'est un livre qui arrache le lecteur aux actuelles préoccupations. »

- Jabadao (1951)

Ce roman reçoit le Prix Femina en 1951.

« Le jabadao, écrit Anne de Tourville à la première page de son roman, est une danse très ancienne, survivance probable de quelques rites magiques primitifs. Toujours en honneur en Bretagne et vivement aimée, elle ne laisse pas d'y jouir d’un renom assez trouble. Le mot qui la désigne n’a ni signification, ni étymologie précise ; pour certains, il dérive de « Sabbat » ; d’autres y voient une déformation de « Job an Diaoul » (Joseph le Diable).
Si la danse est spécifiquement bretonne, le livre qui porte son nom l’est aussi. Anne de Tourville, petite-fille de corsaire, est allée à la recherche des légendes et des rites. Puis elle a fait une espèce de grand mélange avec ce qu’elle avait récolté dans tous les coins de Bretagne. Cela fait un livre assez inattendu et très passionné où l’histoire de Gaud et Ener, les époux séparés par une mère cruelle, se mêle aux images de folklore. »

### Personnages de la mer
- Matelot Gaël (1953)

Le roman est initialement publié sous forme de « Bonnes feuilles » dans Les Nouvelles littéraires à partir du 6 novembre 1952.

« On voit que la poésie ne chôme pas en Bretagne. Ni le roman poétique non plus avec des représentants comme la servannaise Anne de Tourville dont le prodigieux succès de Jabadao n'est pas épuisé et qui s'apprête à lancer son Matelot Gaël, déjà connu des lecteurs des Nouvelles littéraires »

- Femmes de la Mer (1958)

« Dans cet attachant ouvrage, l’auteur fait revivre quelques figures
de femmes qui menèrent sur mer des existences hors série : Alvilda, fille du roi Siward, une princesse-pirate à l’âge du fer; Jeanne de Clisson, une grande dame de la mer au XIVe siècle ; Mary Read, Anne Bonny, pirates d’Angleterre, et gibiers de potence ; Julienne David et Louise Antonini, deux filles corsaires de France ; Mme Ching, femme-pirate de la mer de Chine ; la paisible et courageuse Eugénie Tuai, la pêcheuse d’Ouessant. »

- Membre de la Société d'histoire et d'archéologie de l'arrondissement de Saint-Malo son érudition lui permet d'y donner le 13 août 1962 une communication sur les « Sanctuaires et dévotions des marins au pays de Saint-Malo »[8].

## Liste des Œuvres
- « Perrine et la très belle peau de lion : Nouvelle inédite d'Anne de Tourville », Comœdia,‎ 23 août 1941, p. 6 (lire en ligne).
- « La femme et les mots errants : Nouvelle inédite d'Anne de Tourville »  (ill. Emile Tudeau), Comœdia,‎ 5 juin 1943, p. 3 (lire en ligne).Ces deux nouvelles ont été reprises dans Les gens de par ici.
- Les gens de par ici, Paris, Librairie Stock, 1944, 196 p.  Prix littéraire de Bretagne 1943 pour le manuscrit[9].
  - Réédition Les gens de par ici, Paris, Éditions Jean Picollec, 1981, 186 p. (ISBN 978-2864770244).
- Jabadao, Paris, Librairie Stock, 1951, 280 p.Prix Femina 1951.
  - Rééditions en français par G.P., 1957, 255 p. ; par Le livre de poche, Paris, 1979, 220 p.  (ISBN 9782253023012) ; par les Éditions Ouest-France avec illustrations de Xavier de Langlais, Rennes, 1991, 204 p.  (ISBN 9782737305207) .
  - Traduit en anglais : édition anglaise : Jabadao, London, Britannicvs Liber Limited, 1952, 212 p. ; édition américaine Wedding Dance, New York, Farrar Straus and Young, 1953.
  - Traduit en allemand : Der Groẞe Jabadao, Wiesbaden, Insel Verlag, 1954, 286 p., nouvelles éditions en allemand sous le même titre par Büchergilde Gutenberg, Frankfurt am Main, 1957, 282 p. et Fisher, Frankfurt, 1960, 194 p.
- « Le jeu de la “Reine-Mab” : Une grande nouvelle inédite d'Anne de Tourville, Prix Femina 1951 »  (ill. P. Devaux), Carrefour, la semaine en France et dans le monde,‎ 28 novembre 1951, p. 1, 6 (lire en ligne).
- « Présentation de la Bretagne ; Les armoires bretonnes ; Contrastes bretons ; Les pardons ; Les pierres levées », dans Pierre Lamaison (dir.) et alii, Recettes et paysages - Nord-Pays de l'Ouest, Paris, Les Publications françaises (1re éd. 1952), 192 p., p. 55-60 ; 79-87.
- Matelot Gaël, Paris, Librairie Stock, 1953, 280 p., traduit en anglais sous le titre Gaël the Sailor, London, Putnam, 1954.
- Femmes de la mer  (préf. Jehan Mousnier), Paris, Le livre contemporain, coll. « Visages de l'aventure », 1958, 248 p.

## Distinctions

### Prix littéraire de Bretagne (1943)
En novembre 1943, Anne de Tourville se voit attribuer le « Prix littéraire de Bretagne » pour le manuscrit de son recueil de nouvelles Les gens de par ici. Ce prix est décerné pour la première, et unique, fois au nom de la Société amicale des auteurs bretons. Parmi les membres du jury réunis à Rennes sous la présidence de Florian Le Roy, on relève les noms de Théophile Briant, Jean des Cognets, Jean Merrien, Marie-Paule Salonne, Jean de la Varende.

### Prix Femina (1951)
Le 26 novembre 1951, par six voix contre quatre à Bruno Gay-Lussac pour La ville dort, les dames du Femina attribuent leur prix à Anne de Tourville, dès le deuxième tour. Louise de Vilmorin pour Julietta, Michel de Saint-Pierre pour La mer à boire, n'ont reçu chacun qu'une voix au premier tour.